# Plagodis gigantea
Plagodis gigantea är en fjärilsart som beskrevs av Inoue 1954. Plagodis gigantea ingår i släktet Plagodis och familjen mätare. Inga underarter finns listade i Catalogue of Life.